# NGC 6842
NGC 6842 is een planetaire nevel in het sterrenbeeld Vosje. Het hemelobject werd op 28 juni 1863 ontdekt door de Duitse astronoom Albert Marth.

## Synoniemen
- PK 65+0.1